# Cantigas de Santa Maria

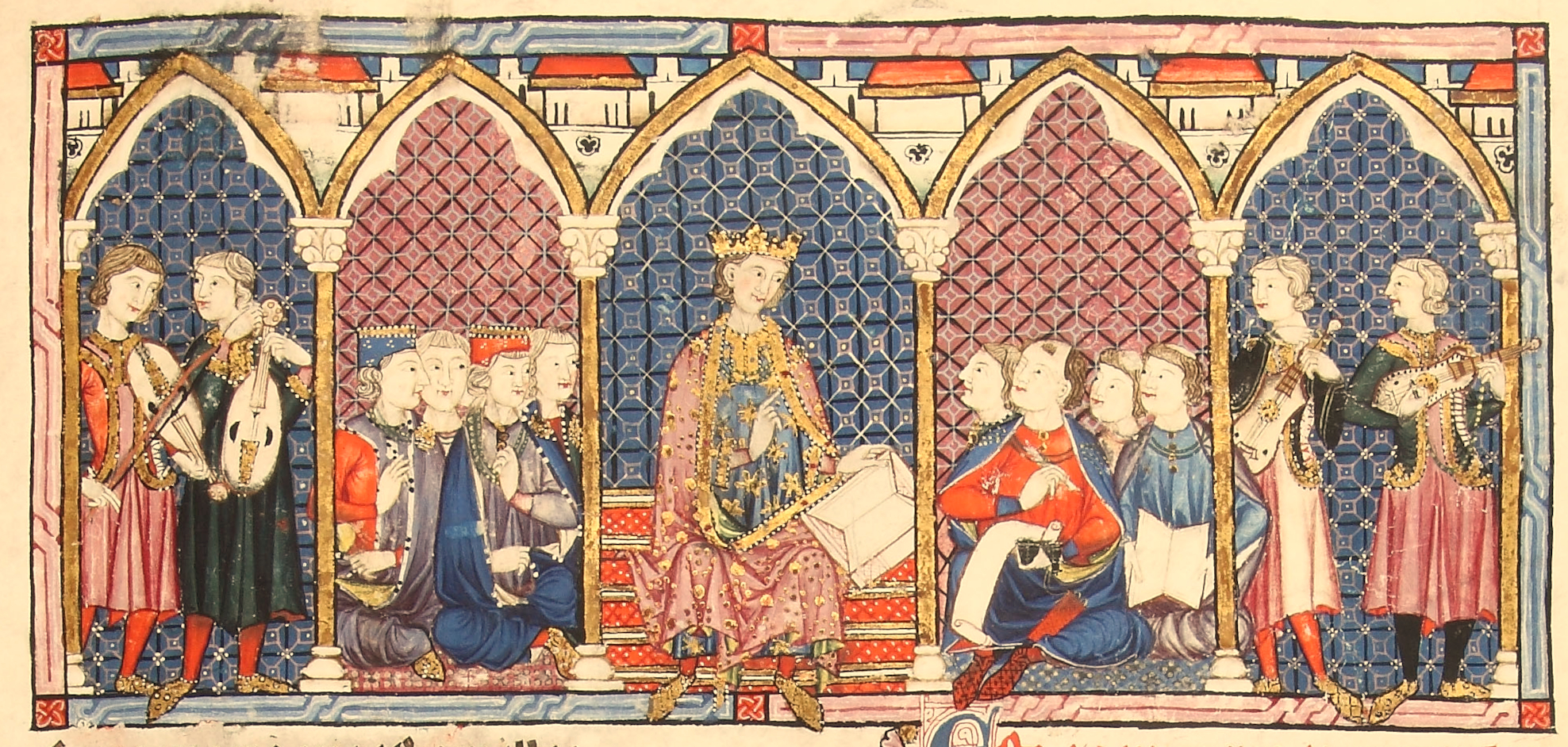
Alfons X el savi amb la seva cort poètic-musical

Les Cantigas de Santa Maria és un dels més importants reculls de cançons monofòniques de l'edat mitjana redactat durant el regnat d'Alfons X el Savi (1221-1284).
Es tracta d'un conjunt de 427 composicions escrites en galaicoportuguès en honor de la Mare de Déu. La majoria són cantigas que expliquen miracles succeïts amb la intervenció de Maria.
És una obra col·lectiva, només un petit nombre de les més de quatre-centes peces de la col·lecció són atribuïbles directament al rei Alfons el savi. La seva tasca fonamental seria la d'organitzar, corregir i dirigir als diferents col·laboradors integrants de la seva cort poètica. Alguns dels noms citats pels diferents estudiosos són Airas Nunes, poeta i trobador gallec; Pero da Ponte o Joan Soares Coelho.

## Classificació
Les Cantigas de Santa Maria es poden dividir en dos grups:
- Les Cantigas da nosa Señora, també anomenades Cantigas de miragre, ja que són un compendi d'històries i miracles relacionats amb la Mare de Déu, ja sigui per la seva intervenció directa o pels amors místics que la seva figura genera en les ànimes pietoses. Formades per 356 composicions.
- Les Cantigas de loor, que apareixen intercalades cada 10 peces i en les quals la narració deixa pas al lirisme per lloar a Maria i agrair-li la seva intervenció o cantar les seves virtuts. L'estructura d'himne de les Cantigas de loor les acosten a altres formes sacres pietoses medievals com ara el trop, la seqüència o el conductus.

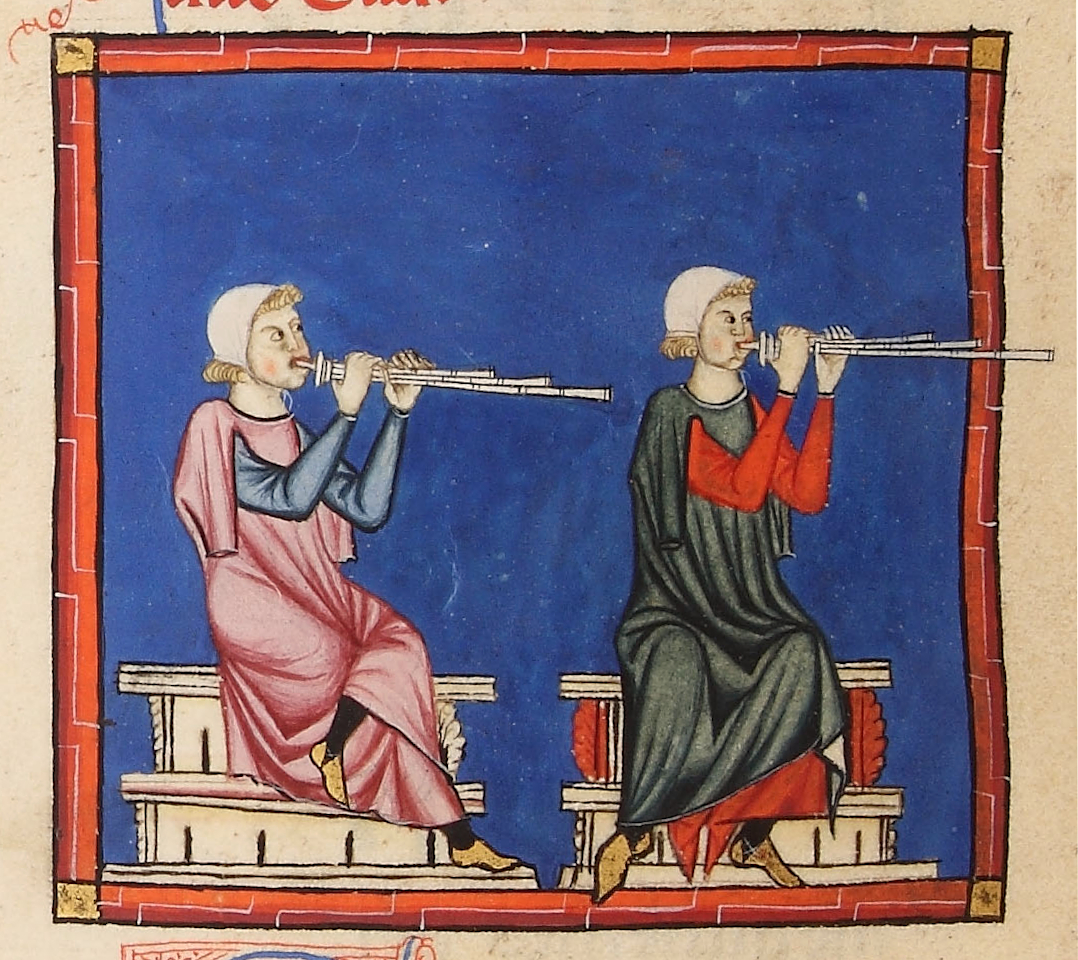
Il·lustració de les Cantigas de Santa María procedent del còdex de l'Escorial

## Característiques estructurals
Hi ha una gran varietat mètrica en les cantigas, tant pel que fa al nombre de síl·labes per vers com pel nombre de versos per estrofa : 280 formats diversos per les 420 cantigas. La longitud dels versos va de dues a 24 síl·labes. La majoria de les composicions derivarien del zàjal andalusí, ja que consisteixen en diverses estrofes que rimen parcialment amb tornada que es va intercalant després de cada una de les estrofes. Musicalment, aquestes cantigas amb tornada es poden classificar com a virelais, una de les formes fixes més importants d'aquesta època.